# Stazione di Quilmes
La stazione di Quilmes (Estación Quilmes in spagnolo) è una stazione ferroviaria della linea Roca situata nell'omonima città della provincia di Buenos Aires.

## Storia
La stazione fu aperta al traffico il 18 aprile 1872 dalla compagnia britannica Ferrocarril Buenos Aires al Puerto de la Ensenada.
Nel 1908 il primo fabbricato fu smantellato e rifatto nelle forme attuali dalla Ferrocarril del Sud, la compagnia che dieci anni prima aveva acquistato la linea. Il progetto fu realizzato dall'architetto britannico Paul Bell Chambers.